# Mauritius címere

Mauritius címere

Mauritius címere egy negyedelt pajzs. Az első és negyedik negyed színe kék, míg a második és harmadik arany színű. Az első negyedben egy arany gályát, a másodikban három zöld pálmafát ábrázoltak. A harmadik részen egy vörös kulcs, míg a negyedikben egy ezüst hegycsúcs és felette egy ötágú ezüst csillag látható. A pajzsot kétoldalt egy dodó és egy számbárszarvas tartja. Mindkét címertartó állat harántormósan vágott, hátuk vörös, a címer felé forduló oldaluk ezüst színű. A címer jobb és bal oldalán a címertartók és a címer között egy-egy, zöld leveleivel a címer fölött összekapaszkodó, arany törzsű cukornád látható. Alul szalagon olvasható az ország mottója: „Stella Clavisque Maris Indici” (Az Indiai-óceán csillaga és kulcsa) A címert VII. Eduárd király adományozta 1906. augusztus 25.-én.